# Erica intermedia
Erica intermedia är en ljungväxtart. Erica intermedia ingår i släktet klockljungssläktet, och familjen ljungväxter.

## Underarter
Arten delas in i följande underarter:
- E. i. albiflora
- E. i. intermedia